# FAMAE SAF
FAMAE SAF — чилийский пистолет-пулемёт производства «FAMAE» (исп. Fábricas y Maestranzas del Ejército), выпущенный в 1993 году.

## Описание
SAF работает по схеме со свободным затвором. Стреляет с закрытого затвора. Конструкция основана на швейцарском автомате SIG SG 540, который производился в Чили по лицензии в 1980-х. SAF представляет собой укороченный SG 540, но со свободным затвором. Верхняя и нижняя части ствольной коробки, спусковая скоба выполнены из стали, пистолетная рукоять и цевьё — из полимеров. Переводчик режимов стрельбы выполнен на обеих сторонах ствольной коробки. Цевьё используется от автоматов SIG 552/553. Старые модели имели своё собственное цевьё.
Магазин пластиковый и прозрачный. На нём имеются выступы для прикрепления дополнительных магазинов, что позволяет соединять вместе два или три магазина, для более быстрой перезарядки. Магазин под патрон .40 S&W стальной, на 30 патронов.
Переводчик режимов стрельбы имеет четыре позиции: безопасный режим, одиночные выстрелы, очереди с отсечкой по три патрона, непрерывными очередями. Некоторые модели имеют только режим стрельбы одиночными.

## Варианты

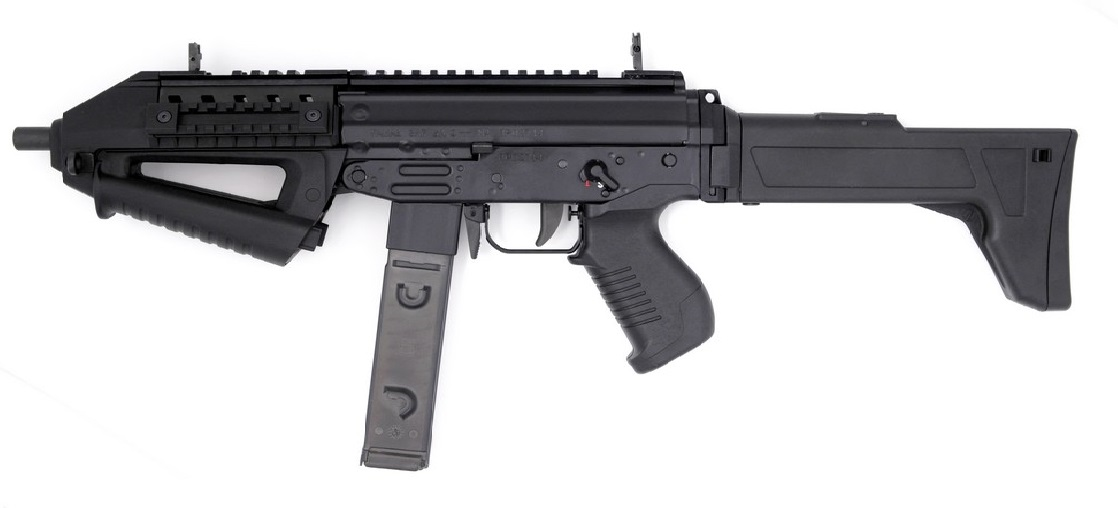
FAMAE SAF-200

- Стандартная модель с нескладным прикладом из полимеров.
- Стандартная модель со складным трубочным прикладом, складывающимся на левую часть корпуса оружия.
- Модель с интегрированным глушителем и складным прикладом.
- Mini-SAF — компактный вариант, длиной в 304 мм, с укороченным до 110 мм стволом, без приклада (но можно присоединить складной трубочный приклад от обычного SAF) и с передней рукоятью. Стандартно идёт с магазинами на 20 патронов, но может использовать магазины и на 30 патронов.
- SAF-200 - модель с новым прикладом и прицельной планкой

## Страны-эксплуатанты
- Коста-Рика: в 2011 году закуплено и поставлено 30 шт. 9-мм FAMAE SAF для государственных военизированных структур[2]
- Сальвадор: на вооружении полиции Сальвадора[3]
- Чили: используется вооружёнными силами и полицией[4][5].